# Wieża ciśnień w Piotrkowie Trybunalskim
Wieża ciśnień w Piotrkowie Trybunalskim – wieża wodna znajdująca się w Piotrkowie Trybunalskim przy ul. Słowackiego, niedaleko dworca kolejowego.

## Historia
Wieża ciśnień ukończona w 1926 roku według projektu Władysława Horodeckiego. Budowa sfinansowana została z pożyczki, zaciągniętej w nowojorskiej firmie „Ulen & Co.”, w ramach umowy dotyczącej finansowania także w czterech miastach (Częstochowa, Lublin, Radom i Sosnowiec) Polski inwestycji mających na celu unowocześnienie infrastruktury oraz podniesieniu standardów sanitarno-zdrowotnych. Wieża miała być częścią sieci wodno-kanalizacyjnej Piotrkowa Trybunalskiego, dlatego została ulokowana w samym centrum miasta na ul. Słowackiego, tuż obok dworca kolejowego.
W połowie lat dziewięćdziesiątych XX wieku został na niej umieszczony nadajnik radiowy. Do 20 maja 2013 roku nadajnik na wieży miała Telewizja Polsat.
W połowie 2008 roku przeprowadzono zewnętrzną renowację Wieży Ciśnień w ramach projektu Szlak Wielu Kultur. Na jego realizację miasto otrzymało dofinansowanie z Unii Europejskiej. W ramach remontu odnowiono elewację, wymieniono dach, okna i drzwi wejściowe.
Pomimo że w projekcie zabudowy (z 2011 roku) jest przewidziane wykorzystanie jej na cele usług związanych z turystyką z możliwością dobudowania obiektów i połączenia ich z wieżą do 2019 roku, nie udało się znaleźć inwestora.

## Architektura
Wzniesiona na planie koła, formą nawiązuje do renesansu. W dolnej części wyodrębniona jest część cokołu, w części środkowej znajdują się okna, rozmieszczone na spiralnie wznoszącej się linii. W części górnej umieszczono kilkanaście okienek rozdzielonych pilastrami oraz herb Piotrkowa.